# Imo (stát)
Imo je jeden ze 36 států Nigérie. Leží v jihovýchodní části země v regionu South East a jeho hlavním městem je Owerri. Na severu sousedí se státem Anambra, na západě a na jihu se státem Rivers a na východě sousedí se státem Abia. V roce 2022 zde žilo přibližně 5,5 milionu obyvatel a je tak 13. nejlidnatějším nigerijským státem. Vznikl v únoru 1976, přičemž pojmenován byl po řece Imo, která tvoří východní hranici státu. Je jedním z nejbohatších států Nigérie, jeho HDP na obyvatele je 3. nejvyšší ze všech nigerijských států a na třetí příčce se stát nachází také v žebříčku indexu lidského rozvoje. Stát se v porovnání s ostatními státy pohybuje na vysokých příčkách také v oblasti gramotnosti a vzdělání obecně. Zároveň je z hlediska rozlohy 3. nejmenším státem v zemi.
Dominantními odvětvími ve státě jsou zemědělství a ropný průmysl, který je provozován zejména v severní a západní části státu. Státem protéká několik řek a na západě státu lezí jezero Oguta.